# تربوصور

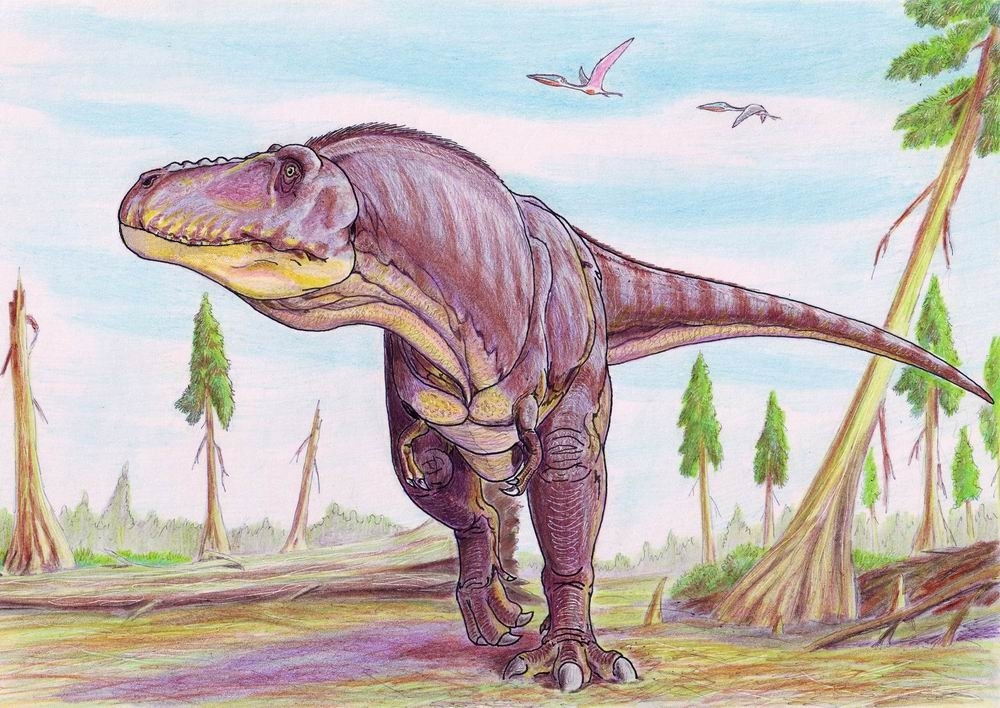
التاربوصور، صورة مبنية على الحفريات.

تربوصور أو تاربوصور  (الاسم العلمي: Tarbosaurus) وتعني "الزاحف المرعب"، هو أحد أنواع الديناصور. وطبقا للحفريات الجيولوجية عاشت هذه الفصيلة من الديناصور في أسيا، منذ 70 مليون سنة حتي 65 مليون سنة سبقت، في نهاية العصر الطباشيري. وقد اكتشفت أحفوراته في منغوليا كما وجدت بعض أحفورياته في الصين. ويعتبر بعض علماء طبيعة الأرض أن التربوصور يعادل نوع التيرانوصور التي وجدت في أمريكا الشمالية.
ويعتقد أن التربوصور والتيرانوصور متقاربان في النوع. وكما هو الحال بالنسبة إلى التيرانوصور، فإن التاربوصور
كان حيوانا مفترسا يمشي على رجلين قويتين، يزيد وزنه عن خمسة اطنان ويحوي فمه عدة دست من الأسنان الكبيرة المدببة.
وقد عاش التاربوصور في المناطق الرطبة التي تكثر فيها المجاري المائية، وكان يعيش على افتراس حيوانات أصغر منه. وتوجد للتاربوصور أحفورات كثيرة، كما وجدت له عدة جماجم كاملة وهياكل عظمية متحجرة.وقد ساعدت تلك الأحفوريات على دراسة شكله العام وحركة الفكين، وبنية دماغه.

## شكله العام

مقارنة بين حجم الإنسان إلى حجم التربوصور.

ومع صغر التربوصور بالنسبة إلى التيرانوصور إلا أنه من الحيوانات المنقرضة الكبيرة. ويبلغ طول الحيوانات الكبيرة منه من 10 - 12 متر وترتفع رأسه نحو 5 متر عن الأرض.
ولم يحدث أن نشرت إحدى المجلات العلمية تقديراً عن وزن الحيوان الكبير منه، إلا انه من المرجح أن وزن التاربوصور كان تقريبا في وزن التيرانوصور أو يقل عنه قليلا.

## صور لبعض الأحفوريات

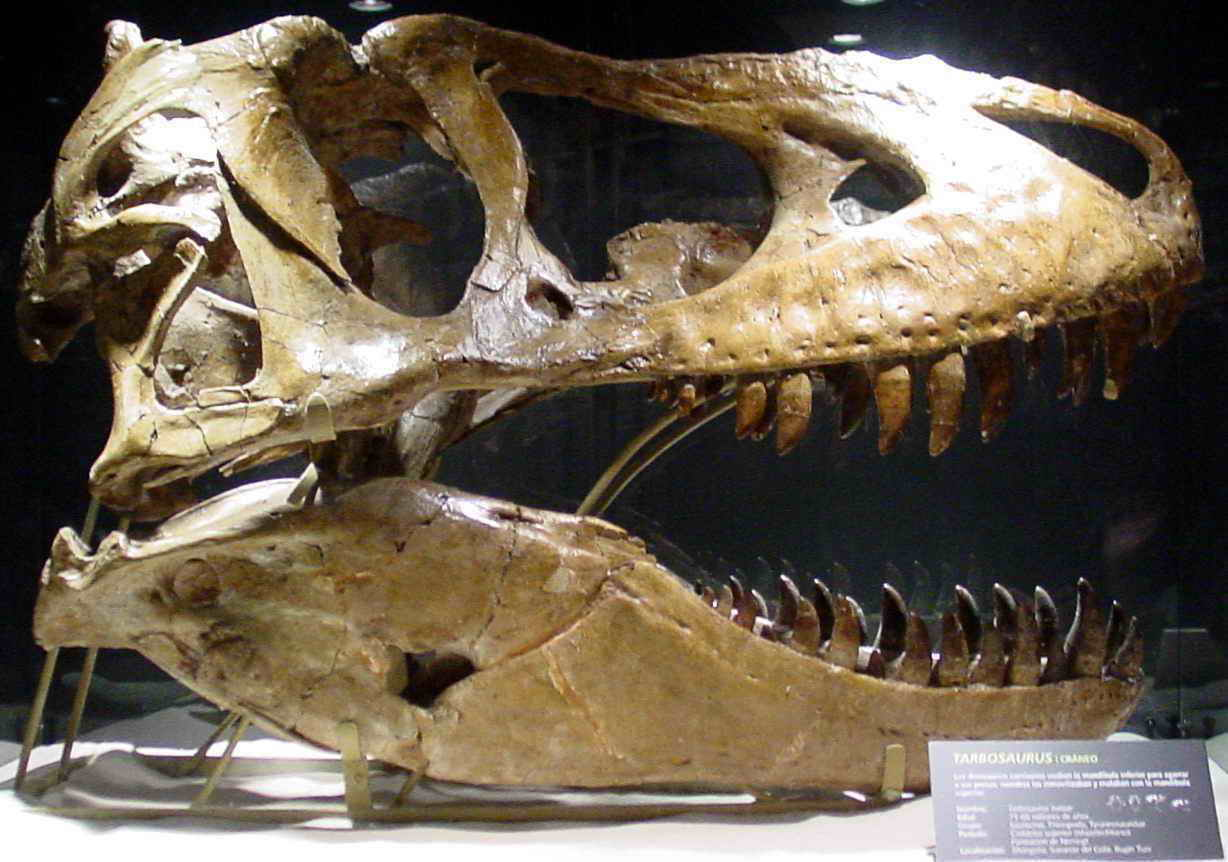
جمجمة التربوصور.
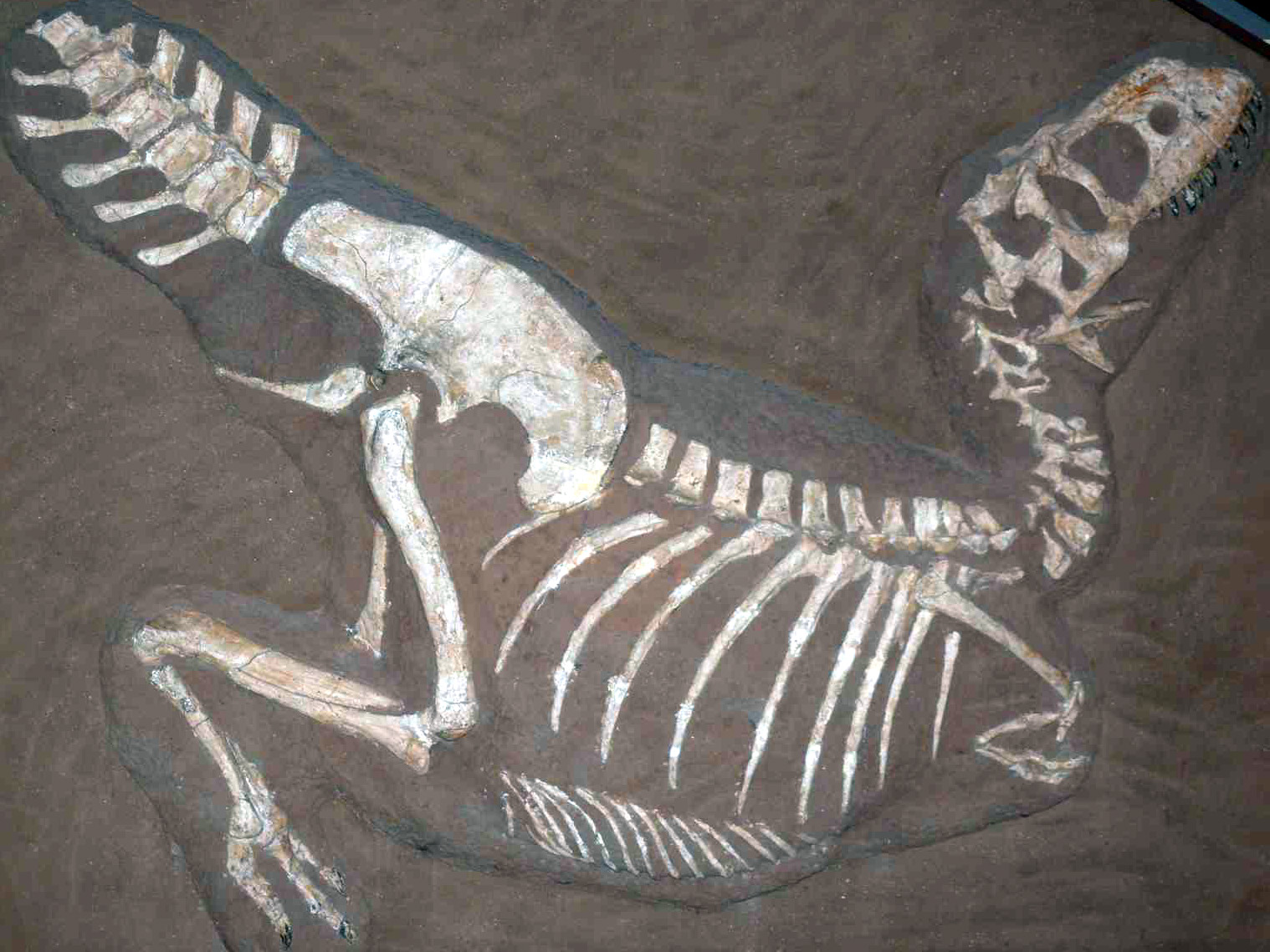
هيكل أحفوري للتاربوصور، موجودة بمتحف الحيوانات المنقرضة، منستر، ألمانيا.

## اقرأ أيضا
- تيرانوصور
- ألبرتوصور
- تريسراتبس
- أنكيلوصوريات
- جيجانتوصور
- سبينوصور الديناصور المصري
- أباتوصور